# Mr. Tambourine Man
"Mr. Tambourine Man" är en sång skriven av Bob Dylan och ursprungligen inspelad i januari 1965 till hans album Bringing It All Back Home, producerat av Tom Wilson. The Byrds spelade strax efteråt in en version av låten vilken släpptes som singel i april 1965 och blev etta på Billboard Hot 100. Den inkluderades även på gruppens debutalbum Mr. Tambourine Man, vilket hade en viktig roll i populariseringen av folkrocken. Byrds version blev även mycket populär i Sverige och nådde förstaplatsen på Tio i Topp.
Inspirationen till låten kom från Bruce Langhorn, gitarrist på bland annat The Freewheelin' Bob Dylan. Han brukade bära omkring på en stor turkisk tamburin. Dylan har också nämnt filmen La Strada som en stor inspirationskälla och orden "jingle, jangle" ska ha tagits från en inspelning av Lord Buckley.
Alternativa versioner av Dylan finns bland annat på livealbumet At Budokan och på The Bootleg Series Vol. 7: No Direction Home. Bland senare coverversioner finns William Shatners spoken word-version på albumet The Transformed Man (1968).
På musiktidningen Rolling Stones lista The 500 Greatest Songs of All Time placerades The Byrds version som nummer 79 och Dylans som nummer 107. The Byrds inspelning har tilldelats Grammy Hall of Fame Award.
På svenska har flera texter skrivits, bland annat "Tamburinmannen", skriven och inspelad av Ola Magnell 1982 som b-sida till singeln Festen är över samt "Hej, du med tamburinen", skriven och inspelad av Lalla Hansson 1971 samt inspelad av Attention samma år, medan Mikael Ramel skrev och sjöng en version som hette "Ministern i tamburen" 1986. Lars "Ferne" Fernebring skrev en svenskspråkig text med titeln "När dagen sakta vaknar",  på dennes album Inte ens ett farväl - Dylan på svenska från 2003.

## Listplaceringar, The Byrds
| Lista (1965)   | Position              |
| -------------- | --------------------- |
| Finland        | 10                    |
| Flandern       | 18                    |
| Frankrike      | 8 (SNEP)              |
| Irland         | 1                     |
| Italien        | 14                    |
| Kanada         | 2                     |
| Nederländerna  | 3                     |
| Norge          | 4 (VG-lista)          |
| Storbritannien | 1                     |
| Sverige        | 2 (Kvällstoppen)      |
| Sverige        | 1 (Tio i topp)        |
| USA            | 1 (Billboard Hot 100) |
| Vallonien      | 29                    |
| Västtyskland   | 2                     |
| Österrike      | 3                     |